# Johannes Hildbrand
Johannes Hildbrand (auch Johannes Hiltbrand) (* 3. August 1580 in St. Gallen; † 8. Januar 1654 ebenda) war ein Bürgermeister von St. Gallen (Schweiz). 

## Leben
Johannes Hildbrand war der Sohn des Hans Hildbrand, Münzmeister und Goldprobierer, der von Tettnang kommend 1565 in St. Gallen eingebürgert wurde.
Er war, ebenso wie sein Vater, Münzmeister und gleichzeitig Bannerherr und Mitglied der Schneiderzunft.
Von 1638 bis 1652 war er im Wechsel mit Lorenz Steiger, Sebastian Schobinger und Kaspar Friederich (gewählt 1636) im Dreijahresturnus Amtsbürgermeister, Altbürgermeister und Reichsvogt.
Johannes Hildbrand war seit 1597 in 1. Ehe mit Anna, Tochter des David Wetter, Pfarrer, seit 1620 in 2. Ehe mit Katharina Hauser, seit 1628 in 3. Ehe mit Veronica, Tochter des Rochus Girtanner (1551–1581), Kammmacher und seit 1639 in 4. Ehe mit Anna, Tochter des Johannes Fridenreich, Ratsherr verheiratet.
Seine Tochter Magdalena war mit dem späteren St. Galler Chirurg und Bürgermeister Silvester Hiller verheiratet.